# Julio Solanas
Julio Rodolfo Francisco Solanas (Paraná, 31 de enero de 1953) es un político argentino, que en dos oportunidades fue intendente de Paraná (1991-1995 y 2003-2007) y diputado nacional (2001-2003 y 2011-2019). Actualmente es diputado provincial. Fue un destacado deportista, figura en la llegada a primera división de Patronato de la Juventud Católica en su ascenso de 1978.

## Biografía

### Comienzos
Julio Solanas nació en Paraná el 31 de enero de 1953, hijo de Julio César Solanas y María Mercedes Aranaz, se crio en las barriadas cercanas al puerto de la capital entrerriana. Asistió a la Escuela José Manuel Estrada y participó en las actividades deportivas del Club Atlético Talleres Ministerio de Obras Públicas.
Realizó sus estudios secundarios en el colegio Domingo Faustino Sarmiento, fue protagonista del deporte provincial debutando en primera división de Ministerio a los 14 años y pasando por numerosos clubes entrerrianos, logrando el ascenso a primera división siendo goleador de Patronato de la Juventud Católica.
Desarrolló actividades como obrero en la planta de gaseosas Pepsi Cola que se encontraba en Paraná e ingresó como trabajador de la Dirección Provincial de Vialidad. Entre el deporte y el trabajo, inició la carrera de abogacía (que abandonó) en la Universidad Nacional del Litoral.

### Trayectoria política
A los 34 años fue elegido Director General de Coordinación del Ministerio de Bienestar Social de Entre Ríos. En 1989 renunció al cargo tras dos años de gestión y se abocó a su primera campaña política. Junto a la Corriente Arturo Jauretche compitió y ganó la interna del partido justicialista y más tarde la general, consagrándose intendente de Paraná en octubre de 1991. Fue muy cuestionado cuando autorizó sospechosos créditos sin avales desde el Banco Municipal por lo cual el mismo terminó quebrando. Llevó adelante obras de gran envergadura (expansión de la red de agua potable, nueva planta de procesamiento de agua) que fueron realizados por medio de onerosos contratos con empresas constructoras de la ciudad y la provincia; hubo acciones indefendibles sospechadas de retornos, como la reubicación de la nueva terminal de omnibus a pocos metros de la anterior, en un lugar desaconsejado por los expertos.
Finalizado su mandato en 1995, se dedicó al comercio inmobiliario con Solanas Inmobiliaria que pertenece a su familia desde 1962.
En 2001 volvió a ocupar cargos públicos, encabezando la lista de diputados nacionales y resultando electo. En 2002 formó la primera promotora entrerriana para la candidatura de Néstor Kirchner a la presidencia.
En 2003 renunció a su banca como diputado y volvió a competir para la intendencia de la capital entrerriana, resultando ganador. 
Durante su labor parlamentaria presentó numerosos proyectos con temáticas diversas: educación, previsión social, derechos humanos, cuidado del medio ambiente y los recursos naturales, defensa del consumidor, entre otros, mereciendo la mayoría de ellos sanción favorable. Fue miembro informante de las leyes de Educación Nacional y de Educación Sexual Integral. 
Fue acusado de nombramientos discrecionales resultaron en un aumento del dinero destinado a sueldos y cargas sociales de aproximadamente el 80% del presupuesto, dejando comprometida seriamente la gestión siguiente.

### Diputado Nacional (2011-2019)
Entre 2011 y 2015 desempeñó su segundo mandato como diputado nacional, habiendo encabezado lista por el Frente para la Victoria en las elecciones del 23 de octubre de 2011. En 2014 comienzan las reuniones con dirigente del FPV para presentarse nuevamente como candidato. En 2015 fue elegido nuevamente como diputado hasta 2019.
Entre los proyectos presentados en sus tres períodos como diputado se pueden señalarː
- Creación de consorcios rurales que presten servicios[5]
- Cambio de nombre de la ruta nacional 14[6]
- Propuesta para que el 29 de junio de 2015 sea feriado extraordinario[7]
- Protocolo de protección para casos de violencia contra adultos mayores[8]
- Reducción de la edad jubilatoria de las mujeres que sean madres[9]
- Disponer que el Certificado de Discapacidad sea válido como pase libre en peajes de rutas y autopistas.[10]
- Juicios abreviados para defensa del consumidor[11]

El listado completo puede consultarse aquíː Listado de Proyectos presentados en la Cámara de Diputados.
Fue Presidente de la comisión de Intereses Marítimos, Fluviales, Pesqueros y Portuarios, Secretario en Defensa del Consumidor y Vocal en las comisiones de Deportes, Derechos Humanos, Turismo y en la Comisión Revisora de Cuentas.